# Alys Pearsall Smith

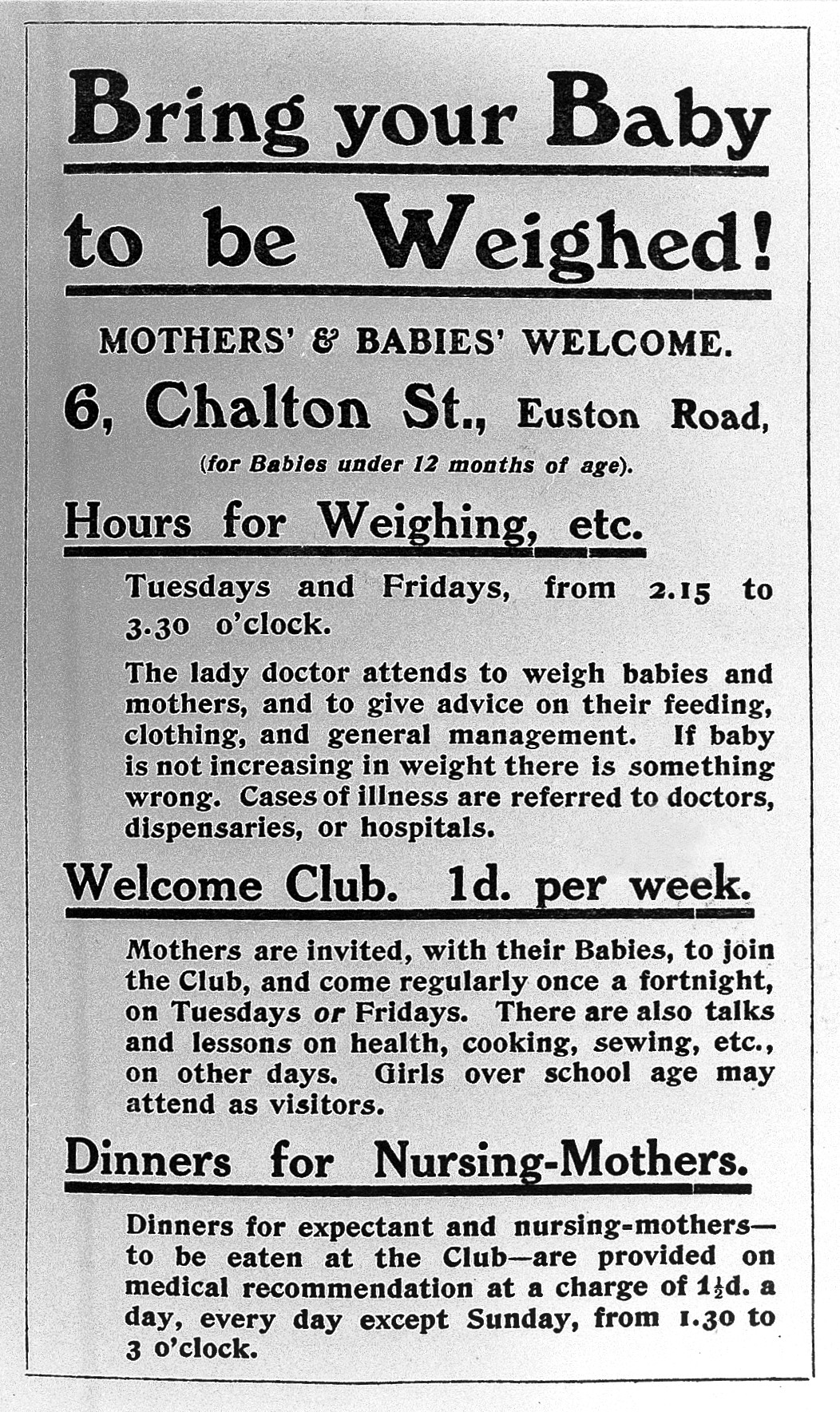
Um cartaz para uma Escola para Mães

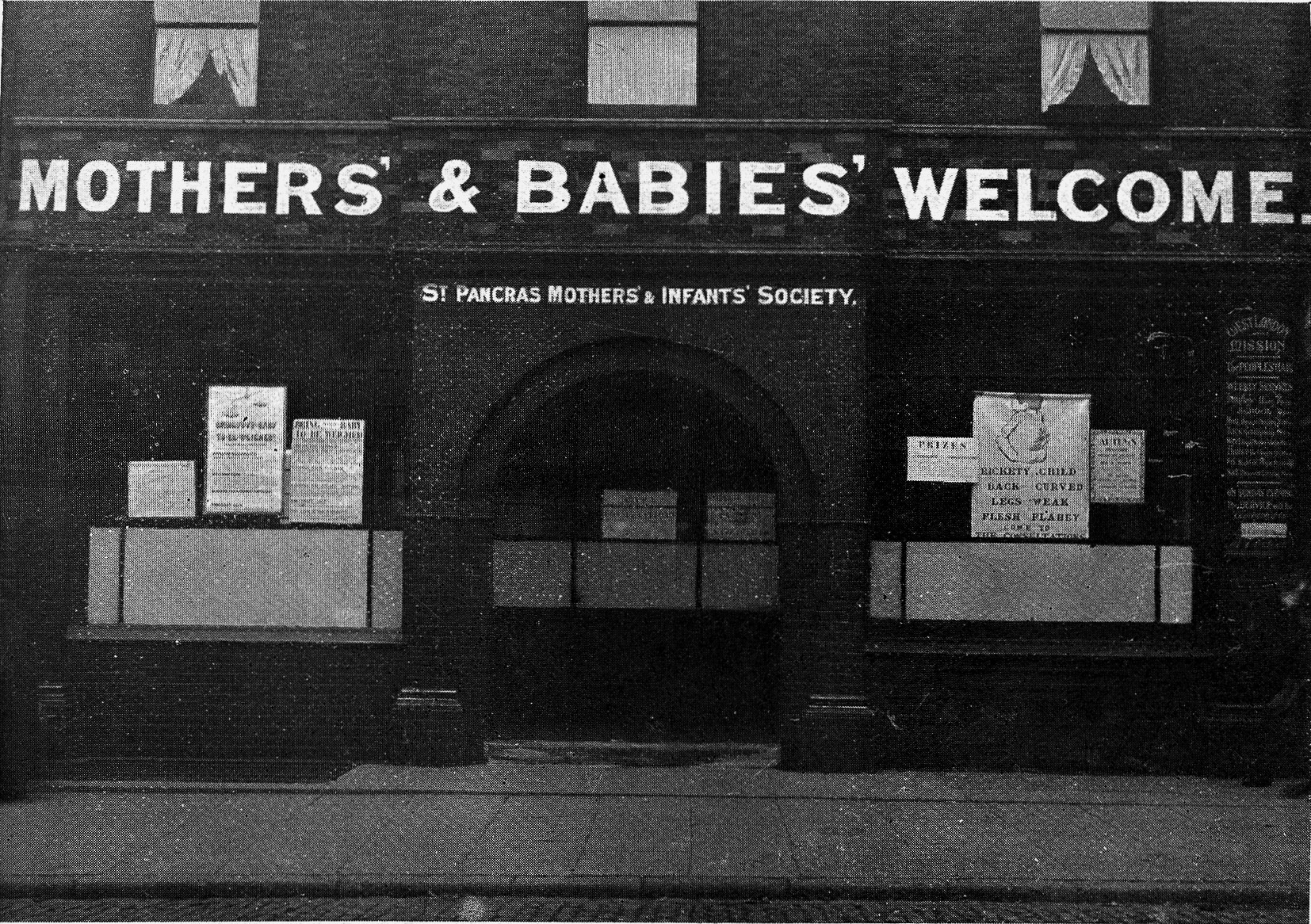
Exterior das Mothers' & Babies' Welcome

Alyssa Whitall "Alys" Pearsall Smith (21 de julho de 1867 - 22 de janeiro de 1951) foi uma Quaker britânica nascida nos Estados Unidos e a primeira esposa de Bertrand Russell. Ela presidiu a sociedade que criou uma escola inovadora para mães em 1907.

## Trabalho voluntário
Pearsall Smith presidiu o Comitê de Assistência aos Refugiados Italianos para ajudar as pessoas que fugiam da Itália de Benito Mussolini.
Pearsall Smith também presidiu o comitê geral da St Pancras Mothers' and Infants' Society, que criou uma Escola para Mães (também conhecida como Mothers' & Babies' Welcome) em Charlton Street, Londres, NW em 1907. Este centro oferecia uma série de serviços destinados a reduzir a mortalidade infantil, como pesagem de bebês, fornecimento de refeições para gestantes e lactantes e aconselhamento médico e materno. A vice-presidente foi Adele Meyer, que financiou em grande parte a empresa.